# 복덕
복덕(福德, ?~?)은 고구려의 장수이다.

## 생애
평양성 전투에서 평양성이 나당연합군에게 함락되자 가족들을 데리고 일본으로 망명했다.
고마군에 정착한 뒤 성을 기나씨(背奈氏)로 바꿨다.